# M47 Patton
M47 Patton – amerykański czołg podstawowy I generacji. Pojazd wyprodukowany w krótkiej serii, szybko wycofany z uzbrojenia US Army, ale przez wiele lat używany przez armie sojuszników USA.

## Historia
W 1949 roku w USA rozpoczęto prace nad trzema czołgami: lekkim T41 (wprowadzonym do uzbrojenia jako M41 Walker Bulldog), średnim T42 i ciężkim T43. W 1950 roku wybuchła wojna koreańska. Ponieważ T42 nie był jeszcze gotów do produkcji i wprowadzenia do uzbrojenia pod wpływem nacisków politycznych zdecydowano się opracować hybrydę łączącą podwozie czołgu M46 Patton z wieżą czołgu T42 której produkcja mogłaby być uruchomiona szybciej.
Po testach prototypów w czerwcu 1951 roku nowy czołg został przyjęty do uzbrojenia US Army jako 90mm Gun Tank M47 Patton. Produkcję nowego czołgu uruchomiono w Detroit Arsenal Tank Plant (wyprodukowano w nich 3440 czołgów M47) i American Locomotive Company (5127 czołgów). Pomimo tego że produkcję M47 uruchamiano w pośpiechu nie udało się żadnej uzbrojonej w niego jednostki skierować do Korei przed zawarciem rozejmu. Pośpiech przy opracowywaniu i zastosowanie podwozia M46 sprawił, że M47 był konstrukcją gorszą niż opracowywany od podstaw M48 Patton. W efekcie M47 został uznany za nieperspektywiczny i został zastąpiony przez M48. Wycofywane egzemplarze były sprzedawane, lub bezpłatnie przekazywane armiom sojuszników USA. Trafiły w ten sposób do armii Arabii Saudyjskiej, Austrii (jako mKPz M47), Belgii, Francji, Grecji, Hiszpanii, Iranu, Japonii, Jordanii, Jugosławii, Korei Południowej, RFN, Pakistanu, Portugalii, Somalii, Tajwanu, Turcji i Włoch.

## Wersje
- M47 – pierwsza wersja seryjna
- M47M – opracowana w USA modernizacja dla potrzeb armii irańskiej. Wozy tej wersji posiadają silnik wysokoprężny AVDS-1790-2A, układ przeniesienia mocy CD-850-6A, nowy system kierowania ogniem. Załogę zmniejszono do 4 osób, w miejscu stanowiska strzelca kadłubowego km zamocowano dodatkowy magazyn amunicji.
- M47E1 – wersja hiszpańska, wozy tej wersji są wyposażone w silnik AVDS-1790-2A, układ napędowy CD-850-6A nowy system kierowania ogniem i napędy wieży, wyrzutnie granatów dymnych i termiczną aparaturę dymotwórczą. Załoga 4 osoby.
- M47E2 – wersja hiszpańska. Wyposażona w silnik AVDS-1790-2D, układ napędowy CD-850-6A, armatę Rheinmetall Rh-105-30, wyrzutnie granatów dymnych i termiczną aparaturę dymotwórczą. Załoga 4 osoby.
- M47E2I – wersja hiszpańska. Wóz saperski z silnikiem AVDS-1790-2D i układem napędowym CD-850-6A. Wyposażony w lemiesz, dźwig, wyciągarkę, świder. Załoga 3 osoby. Uzbrojony w dwa karabiny maszynowe.
- M47E2R – wersja hiszpańska. Wóz zabezpieczenia technicznego o konstrukcji zbliżonej do M47E2I, jedyną różnica jest brak świdra.
- M47E2VLP – wersja hiszpańska, czołg mostowy.

## Opis
M47 Patton jest czołgiem podstawowym I generacji. Załogę czołgu tworzy dowódca, działonowy, ładowniczy i mechanik-kierowca i pomocnik mechanika-kierowcy. Kierowca i jego pomocnik zajmują miejsce w kadłubie, reszta załogi w wieży.
Kadłub M47 jest wykonany poprzez spawanie walcowanych płyt ze stali pancernej z elementami odlewanymi. Płyty przednie mają grubość 101 mm (płyta górna) i 89–76 mm (przednia dolna) i są silnie nachylone (górna 60°, dolna 53° od pionu). Opancerzenie z innych stron jest znacznie słabsze. Pancerz boczny ma grubość od 76 mm (w górnej części) do 51 mm (w dolnej części), pancerz tylny 20–51 mm. Dno kadłuba pancernego ma grubość 12-20, a strop 22 mm.
W przedniej części kadłuba znajdują się przedziały kierowania, środkowej przedział bojowy z wieżą, a w tylnej przedział napędowy.
W przedziale kierowania stanowiska mają mechanik-kierowca (po lewej) i jego asystent (po prawej). Zajmują oni miejsce w pojeździe przez uchylne włazy w stropie kadłuba. Obaj mogą obserwować teren przed czołgiem przez pojedyncze peryskopy M13. Asystent kierowcy obsługuje kadłubowy czkm Browning M1919A4E1.

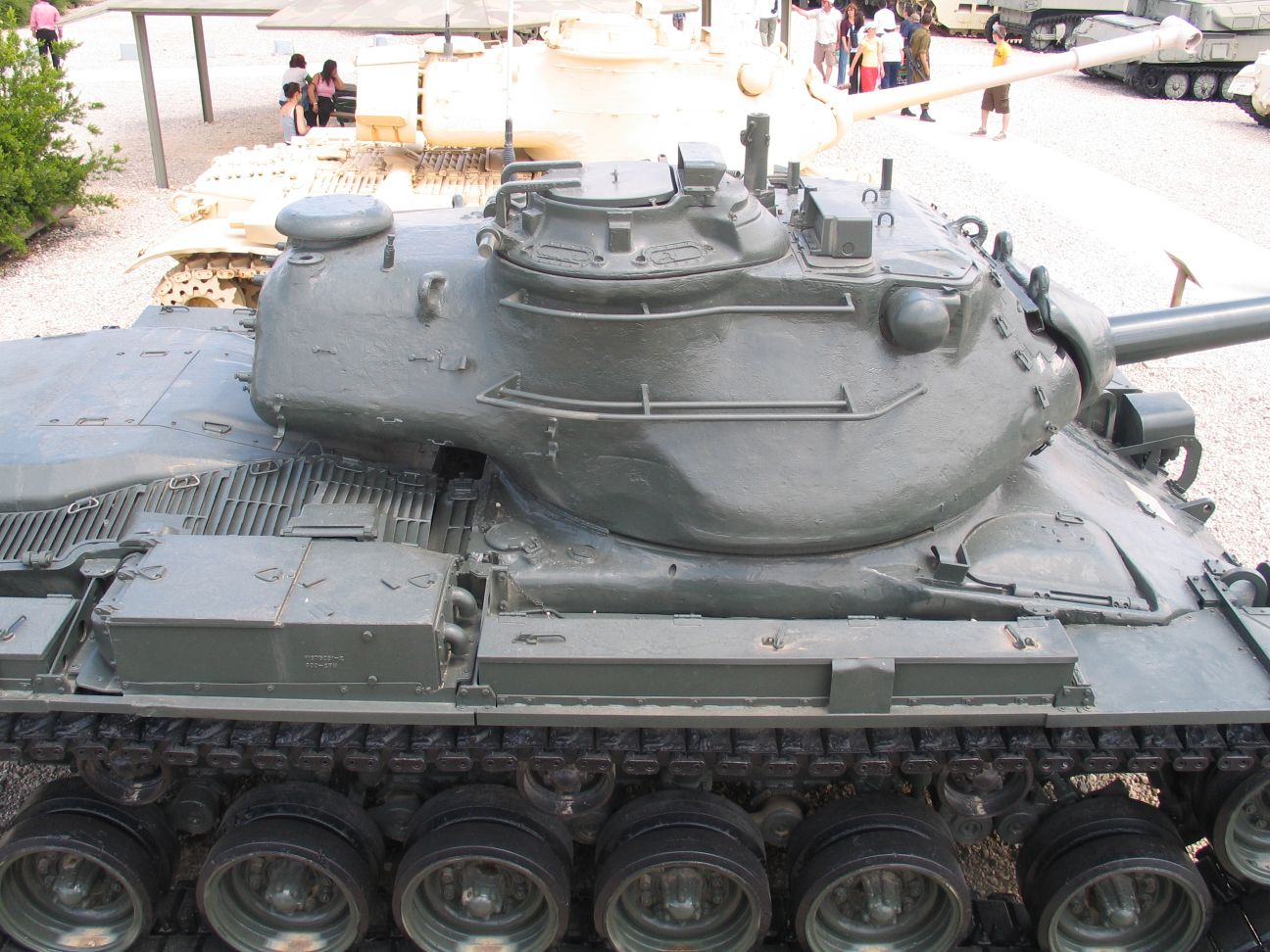
Wieża czołgu M47

Wieża pancerna ma postać jednorodnego odlewu. Po jej prawej stronie znajduje się stanowisko działonowego (z przodu) i dowódcy, po lewej ładowniczego. Opancerzenie wieży w przedniej części ma grubość 150 mm, z boku 73 mm, z tyłu 88 mm, a jej strop 12,7 mm. W tylnej części wieży znajduje się wentylator usuwający z wnętrza wieży gazy prochowe.
Dowódca obserwuje teren przy pomocy przyrządu obserwacyjnego i pięciu peryskopów zamocowanych w wieżyczce dowódcy. Na szczycie wieżyczki znajduje się właz, przez który stanowisko w czołgu zajmuje dowódca i działonowy.
Działonowy dysponuje celownikiem M20 takim samym jak dowódca. Jest to celownik dzienny o zmiennym powiększeniu (1 i 6x). Działonowy posługuje się także dalmierzem stereoskopowym M12.
Ładowniczy zajmuje miejsce w wieży przez własny właz. Do obserwacji terenu używa peryskopu M13 zamocowanego przed włazem.
W wieży znajduje się zasadnicze uzbrojenie wozu: 90 mm armata czołgowa M36. Lufa armaty wyposażona jest w przedmuchiwacz usuwający gazy prochowe po wystrzale i hamulec wylotowy w kształcie litery T. Obok armaty umieszczony jest czołgowy karabin maszynowy Browning M1919A4E1 kalibru .30-06. Uzbrojenie nie jest stabilizowane. Naprowadzanie uzbrojenia na cel odbywa się przy pomocy układów hydraulicznych. Awaryjne naprowadzanie może odbywać się ręcznie. Na wieży zamocowany był przeciwlotniczy wkm M2 HB.
Armata M36 jest ładowana przez ładowniczego. Zapas amunicji to 71 naboi. Armata M36 jest zasilana przy pomocy amunicji scalonej. Naboje posiadają klasyczne łuski metalowe. Z armaty wystrzeliwane mogą być naboje M82 APC-T, M580 APERS-T, M77 AP-T, M318 AP-T, M71 HE-T, M348A1 HEAT i M341 HEAT. Rzadziej używana była amunicja z pociskami dymnymi czy zapalającymi oraz ćwiczebna.
Napęd M47 stanowi 12-cylindrowy, czterosuwowy, gaźnikowy, chłodzony powietrzem silnik Continental AV-1790-5B. Jest on zbudowany w układzie V. Moc silnika wynosi 595 kW przy 2800 obr./min. Napęd od silnika do kół napędowych jest przenoszony przez układ napędowy GMC CD-850-4. Zapewnia on jazdę do przodu (2 biegi) i tyłu (1 bieg)
M47 posiada zawieszenie niezależne na wałkach skrętnych. Każde z 12 kół jezdnych jest połączone za pomocą wahacza z wałkiem skrętnym. Napęd z silnika jest przekazywany na znajdujące się w tylnej części pojazdu koła napędowe. Z przodu pojazdu znajdują się koła napinające. Koła jezdne są kołami podwójnymi, z zewnętrznymi bandażami gumowymi. Wahacze pierwszej, drugiej i ostatniej pary kół współpracują z hydraulicznymi amortyzatorami. Z każdej strony znajdują się także 3 rolki podtrzymujące gąsienice. Gąsienice są napinane przy pomocy rolek napinających znajdujących się pomiędzy ostatnimi kołami nośnymi a kołami napędowymi. Ogniwa gąsienic łączone są przy pomocy elementów gumowo-metalowych.
Wóz nie jest wyposażony w układ obrony przed bronią ABC i nocne przyrządy obserwacyjno-celownicze.